# Michał Dyba
Michał Dyba (ur. 17 października 1997) – polski judoka.
Zawodnik klubów: KS AZS-AWF Wrocław, MKS Juvenia Wrocław (2010-2012), KS MaKo Judo Wrocław (2013-2016). Dwukrotny medalista mistrzostw Polski seniorów w kategorii do 60 kg: srebrny w 2018 i brązowy w 2016. Ponadto m.in. młodzieżowy mistrz Polski 2018 i wicemistrz Polski juniorów 2015.